# Aleksander Borodin
Aleksánder Porfírjevič Borodín (rusko Алекса́ндр Порфи́рьевич Бороди́н; ruska izgovorjava kot: Baradín, v slovenščini pogosto Bórodin ali Boródin), ruski skladatelj, kemik in zdravnik, * 31. oktober/12. november 1833, Sankt Peterburg, † 15./27. Februar 1887, Sankt Peterburg.
Borodin je bil član ruske peterke skladateljev, ki so si prizadevali k obuditvi ruske narodne glasbe v okviru resne glasbe. 

## Življenje
Borodin je bil nezakonski sin gruzijskega princa Luke Semjonoviča Gedeanišvilija in Ruske ženske Evdokie Antonovne, ki ga je dal v matično knjigo vpisati kot sina enega njegovih služabnikov, Porfirija Borodina. V mladosti je prejel kvalitetno splošno izobrazbo (sem sodi tudi pouk iz klavirja), kasneje pa je doktoriral iz medicine na Medicinsko-kirurški akademiji, kjer se je kasneje šolal Ivan Pavlov; svojo kariero pa je nadaljeval kot kemik. Borodin ni bil tako plodovit skladatelj, kot mnogo njegovih sodobnikov - od tod njegova samokritika, da deluje le kot »nedeljski skladatelj«. Umrl je za srčnim infarktom med plesno prireditvijo, na kateri je prisostvoval v živahnem razpoloženju.

## Kariera zdravnika in kemika
Marca 1857 je bil mladi zdravnik imenovan za rednega sodelavca Druge vojaške pešadijske bolnišnice, kjer se je med delom seznanil s pacientom - oficirjem in skladateljem Musorgskim. Naslednje leto je uspešno zagovarjal doktorsko disertacijo o kemijski in toksikološki primerjavi med fosforno in arzenovo kislino.
Leta 1858 je Borodina vojno-medicinski svet napotil raziskovat zdravilne vode v okolici mesta Soligalič. Borodinovo poročilo je bilo pravo znanstveno delo s področja balneologije, zaradi katerega je postal javna osebnost. 
V strokovnih krogih je Borodin kot kemik užival velik ugled, posebne pozornosti je bil deležen zaradi svojega dela na področju aldehidov . Med letoma 1859 in 1862 je v Heidelbergu opravil postdoktorski študij. V laboratoriju Emila Erlenmeyerja je raziskoval področje benzenovih derivatov. Nekaj časa je preživel tudi v Pisi, kjer je raziskoval organske halogene. Leta 1862 je v strokovni publikaciji opisal prvo nukleofilno substitucijo klora s fluorom v benzolkloridu . Podobna reakcija, na Zahodu znana kot Hunsdieckerjeva reakcija (objavljena leta 1939), je bila v Sovjetski zvezi predstavljena kot Borodinova reakcija. Leta 1862 se je vrnil na Medicinsko-kirurško akademijo, kjer je raziskoval področje samokondenzacije majhnih aldehidov s publikacijami leta 1864 in 1869. Na tem področju se je počutil rivala Augustu Kekuléju.
Borodinu skupaj z Charlesom-Adolphe Wurtzom pripisujejo tudi iznajdbo aldolske reakcije. Svoj zadnji obsežnejši članek je objavil leta 1875, v njem je opisoval reakcije amidov, zadnji prispevek pa se je nanašal na identifikacijo sečnine v živalskem urinu.
Poklicna pot Borodina kot zdravnika in kemika je zaznamovana z naslednjimi mejniki: leta 1862 imenovan za docenta (adjunkt-profesor) Medicinsko-kirurške akademije, kjer je kasneje napredoval: 1864 redni profesor, 1874 vodja kemijskega laboratorija in 1877 član-akademik.
Njegov zet A. P. Dianin je bil njegov učenec in stanovski kolega na področju kemije.

## Glasbeno delo
Že med študijem na medicinsko-kirurški akademiji je pričel s skladanjem pesmi, manjših del za klavir in komorne sestave.  Borodin je skrival svoje glasbeno ustvarjanje pred svojimi predpostavljenimi in mentorjem ter kolegi tudi med delom v tujini.
Na glasbenem področju je bilo za Borodina pomembno srečanje z Milijem Balakirjevom leta 1862, ko je pod njegovim mentorstvom na področju kompozicije začel z delom na svoji prvi simfoniji (Es-dur); njena krstna izvedba je bila leta 1869 pod taktirko Balakirjeva. Tega leta je Borodin začel pisati svojo Drugo simfonijo (v h-molu), ki ob svoji prvi izvedvi leta 1877 (dirigent Eduard Nápravník) ni požela velikih uspehov, z manjšimi korekcijami in dirigentsko palico Rimskega-Korsakova pa je bila leta 1879 pozitivno sprejeta. 
Leta 1869 je Borodina od začetega dela na Drugi simfoniji odvrnila poglobljena skrb za opero Knez Igor, ki jo mnogi obravnavajo kot njegovo najpomembnejše delo in kot eno najpomemnejših ruskih zgodovinskih oper. Del te opere so tudi Polovski plesi, ki so pogosto izvajani kot samostojna orkestrska skladba - in so verjetno najbolj znano Borodinovo delo. Žal je Borodin ob svoji smrti zapustil opero (tako kot nekaj drugih del) nedokončano. Dokončala sta jo Rimski-Korsakov in Glazunov.
Med ostala znana skladateljeva dela sodi simfonična pesnitev V stepah centralne Azije in drugi (od dveh) godalnih kvartetov (D-dur), ki vsebuje popularni »Nocturno« (lirični stavek).
Leta 1882 je začel s skladanjem Tretje simfonije, vendar je do smrti ni dokončal; dva stavka je kasneje dokončal in orkestriral Glazunov. Med ostala Borodinova dela sodijo številni samospevi, klavirske skladbe (najbolj znana je Mala suita) in druga komorna glasba.
Borodinovo ime nosi sloviti Godalni kvartet Borodin.